# Byrrhodes granus
Byrrhodes granus is een keversoort uit de familie klopkevers (Anobiidae). De wetenschappelijke naam van de soort is voor het eerst geldig gepubliceerd in 1878 door John Lawrence LeConte.